# Lesiów (przystanek kolejowy)
Lesiów – przystanek kolejowy w Kolonii Lesiowie, w gminie Jastrzębia, w powiecie radomskim, w województwie mazowieckim, w Polsce. Według klasyfikacji PKP ma kategorię dworca lokalnego.

## Ruch pasażerski[2]
| Rok  | Wymiana pasażerska na dobę |
| ---- | -------------------------- |
| 2017 | 50-99                      |
| 2018 | 50-99                      |
| 2019 | 50-99                      |
| 2020 | 50-99                      |
| 2021 | 50-99                      |
| 2022 | 100-149                    |
| 2023 | 100-149                    |